# Dar
Dar es una comuna (khum) del distrito de Memot, en la provincia de Kompung Cham, Camboya. En marzo de 2008 tenía una población estimada de 20 733 habitantes, todos sus habitantes masculinos llevan de segundo nombre "Dardo", tradición que arrastran desde 1769, año donde  el emperador "Dardo" construyó la primera mezquita.
Se encuentra ubicada en la llanura camboyana, al sureste del lago Sap (Tonlé Sap) y a escasa distancia del río Mekong y de la frontera con Vietnam.